# سيمون غوباني
سيمون غوباني (بالإنجليزية: Simon Gopane)‏ (مواليد 26 ديسمبر 1970) هو لاعب كرة قدم. يلعب مع منتخب جنوب أفريقيا لكرة القدم. سبق له أن لعب في كأس العالم لكرة القدم مع منتخب بلاده.

## روابط خارجية
- سيمون غوباني على موقع الاتحاد الدولي (مؤرشف)  (الإنجليزية)
- سيمون غوباني على موقع قاعدة بيانات كرة القدم.إي يو (الإنجليزية)
- سيمون غوباني على موقع ناشيونال فوتبول تيمز (الإنجليزية)